# Oisilly
Oisilly ist eine französische Gemeinde mit 125 Einwohnern (Stand 1. Januar 2022) im Département Côte-d’Or in der Region Bourgogne-Franche-Comté. Sie gehört zum Arrondissement Dijon und zum Kanton Saint-Apollinaire.

## Geographie
Der Fluss Bèze fließt westlich von Oisilly. Umgeben wird Oisilly von den Gemeinden Blagny-sur-Vingeanne im Norden, von Renève im Osten, von Charmes im Süden und von Mirebeau-sur-Bèze im Südwesten.

## Bevölkerungsentwicklung
| Jahr                       | 1962 | 1968 | 1975 | 1982 | 1990 | 1999 | 2008 | 2013 | 2019 |
| Einwohner                  | 95   | 104  | 88   | 96   | 116  | 108  | 137  | 133  | 128  |
| Quellen: Cassini und INSEE |      |      |      |      |      |      |      |      |      |

## Sehenswürdigkeiten

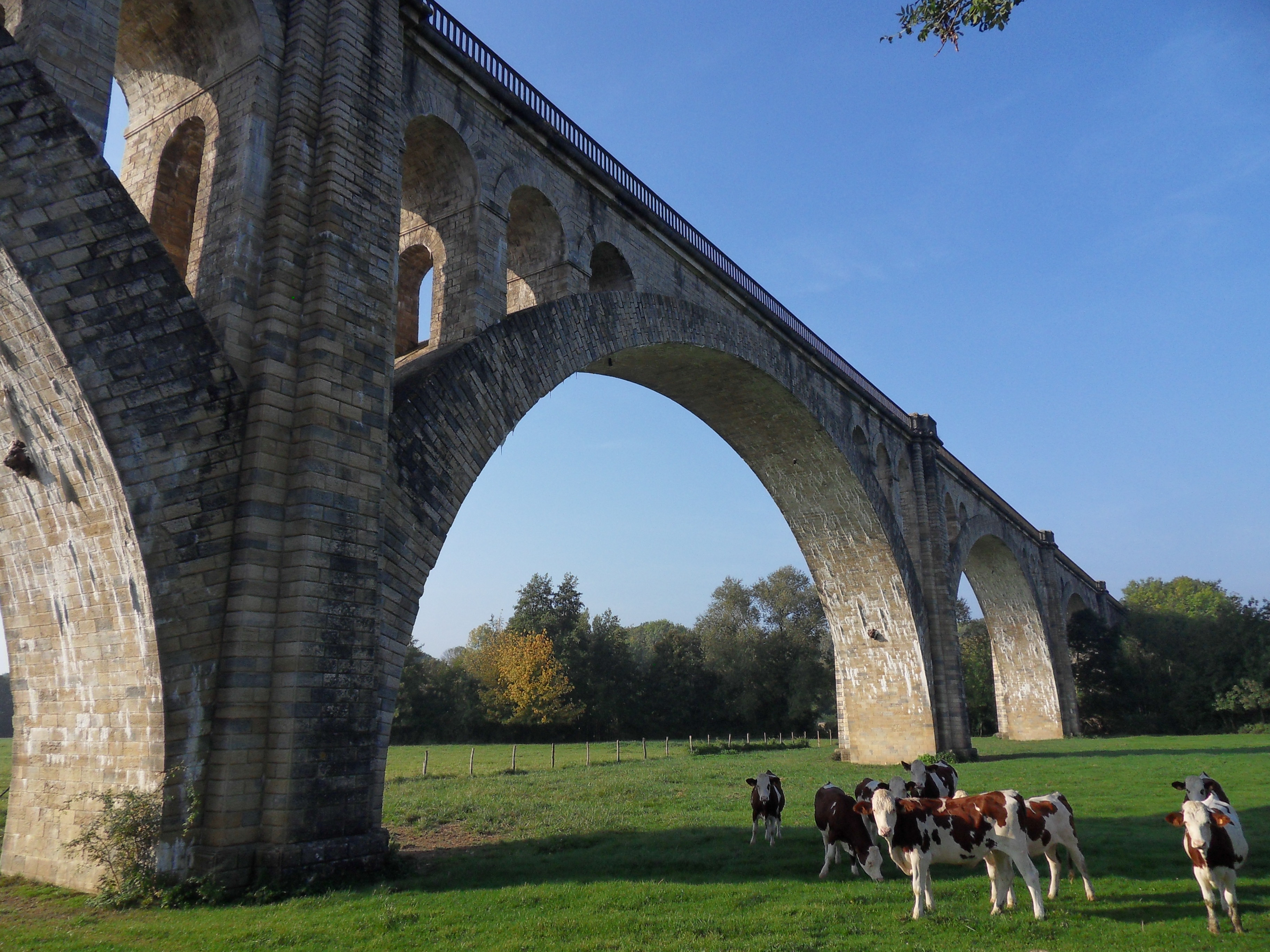
Viadukt bei Oisilly

- Kirche Saint-Léger
- Viadukt bei Oisilly